# Qaratau
För andra betydelser, se Qaratau (olika betydelser).

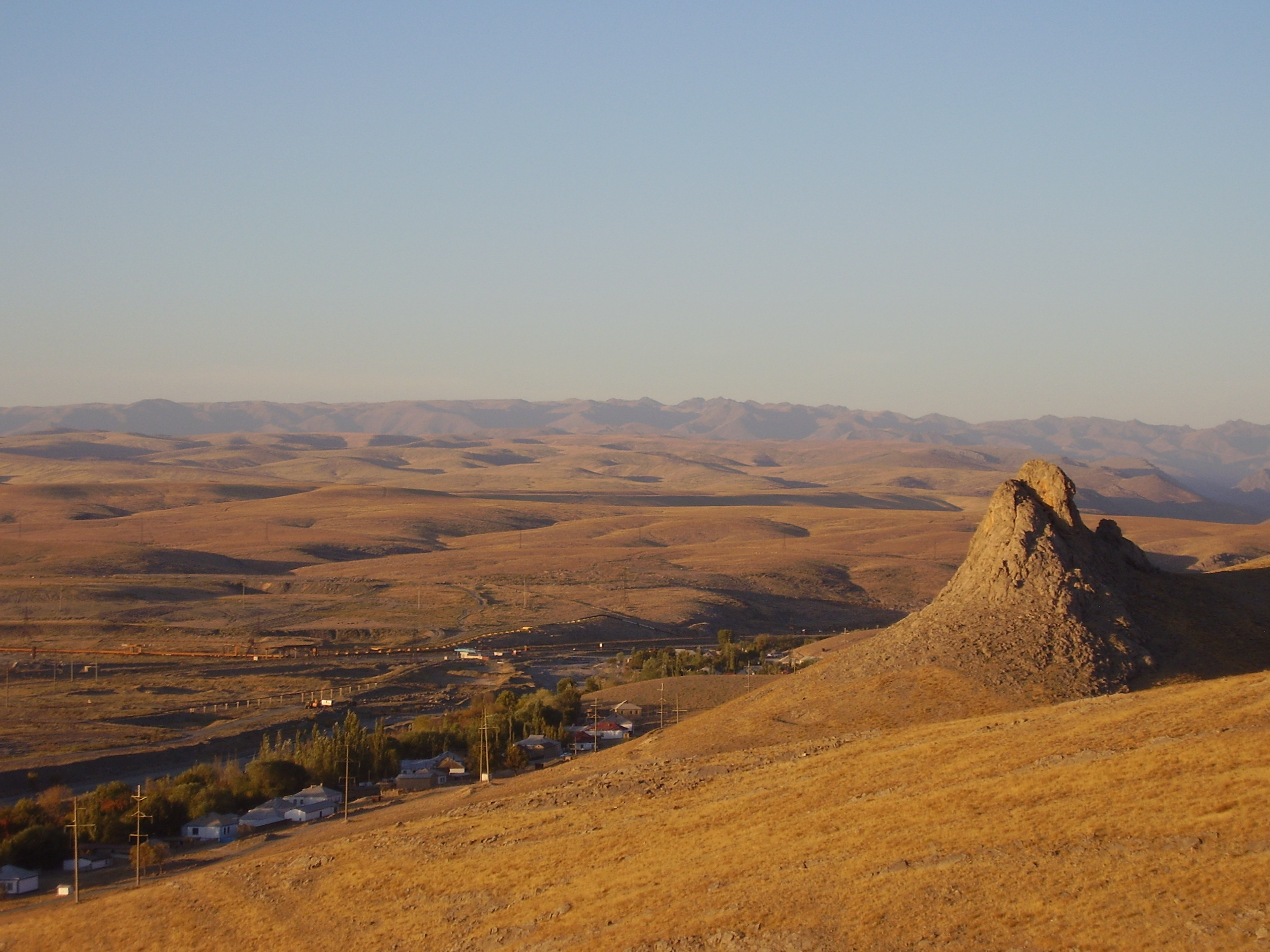
Qaratau, Kentau

Qaratau, ibland stavat Karatau, (kazakiska: Қаратау Жотасы, Qaratau Zjotasy; ryska: хребет Каратау, chrebet Karatau, eller горы Каратау, gory Karatau) är en bergskedja i södra Kazakstan. Namnet betyder "svarta bergen" på turkspråk. Vid bergskedjan ligger staden Qaratau.
Bergskedjan har en medelhöjd på cirka 1 000 till 1 500 meter över havet och en högsta topp på 2 176 meter över havet. Den är en 420 km lång utlöpare till Tianshan och bildar barriär norrut för Syr-Darja, till vilken den även bidrar med smältvatten om våren. 
På Qarataus östra sida, vid Zjangatas och Kokdzjon, bryts fosformalm och vid Atjisaj och Kentau utvinner man bly, zink och silver.